# Turris hidalgoi
Turris hidalgoi é uma espécie de gastrópode do gênero Turris, pertencente a família Turridae.